# フォックス山脈
フォックス山脈（フォックスさんみゃく）はネバダ州ワショー郡の中央部東にある山脈。
北および北東にはガーラック、ブラックロック砂漠、グラニト山脈がある。東にはサンエミディオ砂漠、Poitoバレーをはさんでセレナイト山脈がある。南東にはレイク山脈、南にはピラミッド湖がある。西はスモーククリーク砂漠である。ピラミッド湖インディアン居留地が山脈の南側3分の1を占める。